# I don’t care about Cookies
I don’t care about Cookies, englisch für ‚Cookies sind mir egal‘, ist eine Erweiterung für Webbrowser, die automatisiert sogenannte Cookie-Dialoge akzeptiert oder ablehnt. Die Erweiterung wird vom Kroaten Daniel Kladnik entwickelt und ist für alle gängigen modernen Webbrowser verfügbar. Seit 2022 gehört die Software dem britischen Hersteller von Sicherheitssoftware Avast. Das Modul hat mehr als zwei Millionen Downloads und wird mitunter von Browserherstellern empfohlen.

## Funktion
I don’t care about Cookies kann als Erweiterung für die gängigen Webbrowser Firefox, Chrome, Edge und Opera von der Website der Erweiterung oder über die jeweiligen Browser-Plugin-Repositorien bezogen werden. Nach der Installation werden Cookie-Warnungen auf unterstützten Webseiten ohne Rücksicht auf die möglicherweise datenschutzfreundlichste Option „weggeklickt“.
Sicherheitsforscher Mike Kuketz analysierte im August 2022 das Datensendeverhalten der Erweiterung selbst und konnte keine Auffälligkeiten feststellen. Die Erweiterung erfülle ihren Zweck, nämlich auf beinahe allen Websites entsprechende Hinweise auszublenden. Dabei bliebe allerdings unberücksichtigt, welche Einstellungen dabei für den Benutzer getroffen würden. Je nach Umsetzung der Cookie-Warnung auf einer Website werden mit I don’t care about cookies sämtliche Cookies akzeptiert und im Browser des Nutzers gespeichert.

## Entwicklung
I don’t care about Cookies ist ein quelloffen entwickeltes JavaScript-Applet, das sich zunächst durch Spenden finanzierte. Im September 2022 gab Kladnik bekannt, dass Antivirensoftware-Hersteller Avast die Rechte an der Browser-Erweiterung gekauft habe. Von Nutzern wurde dies im Hinblick auf den Umgang mit Nutzerdaten seitens Avast in der Vergangenheit kritisiert. Browserhersteller Mozilla hat für den Webbrowser Firefox mit Version 120 eine native Implementierung implementiert, die Cookie-Banner selbständig wegklickt.